# Jules Watteeuw
Pour les articles homonymes, voir Watteeuw.
 (juillet 2019).
Si vous disposez d'ouvrages ou d'articles de référence ou si vous connaissez des sites web de qualité traitant du thème abordé ici, merci de compléter l'article en donnant les références utiles à sa vérifiabilité et en les liant à la section « Notes et références ».

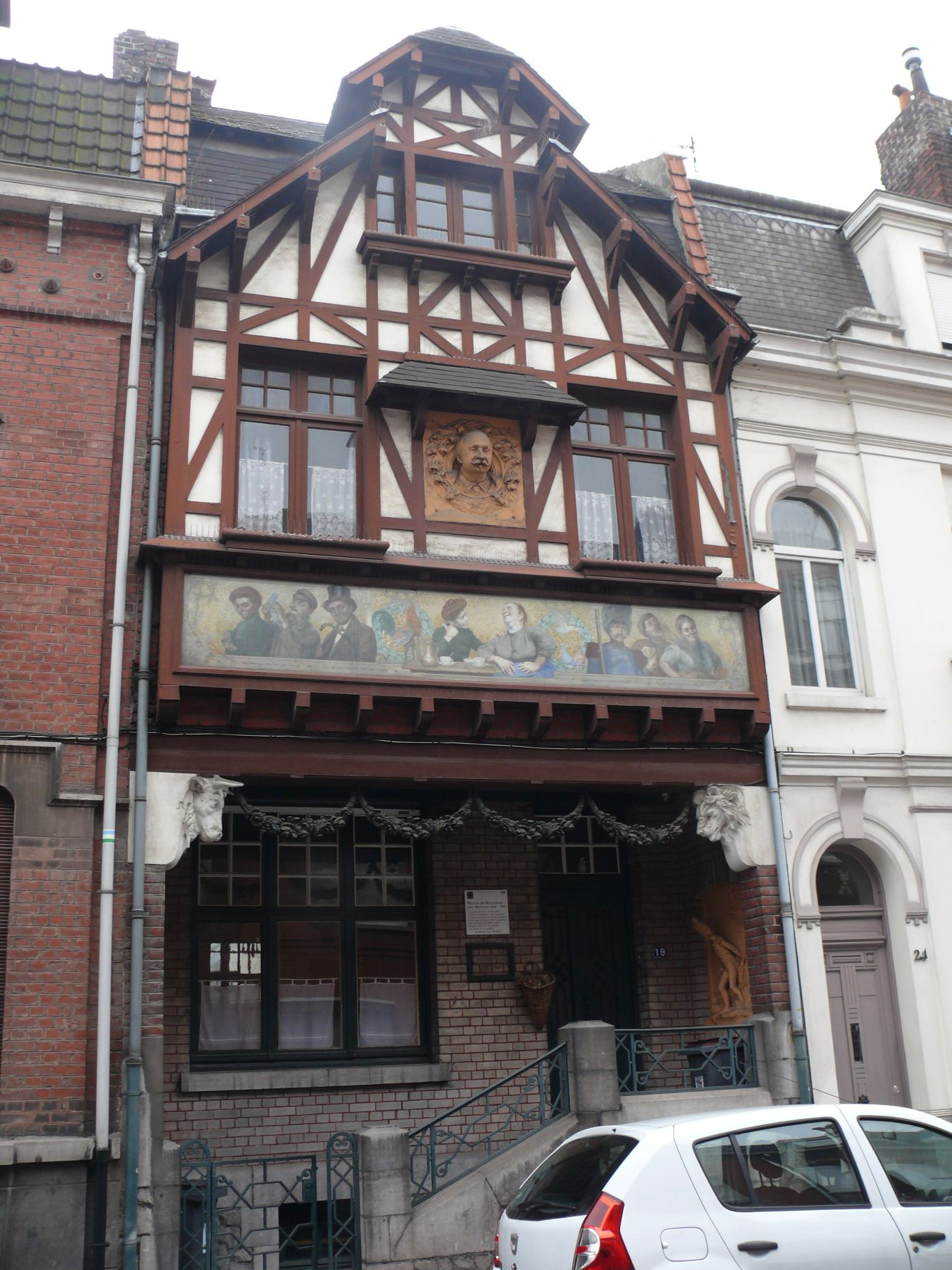
La maison de Jules Watteeuw à Tourcoing.

Jules Watteeuw, né le 29 juillet 1849 à Tourcoing et mort dans la même ville le 28 mai 1947, fut un poète d'expression picarde demeuré célèbre dans sa ville natale.

## Biographie
Jules Watteeuw est né le 29 juillet 1849 au 14 de la Grand-Place de Tourcoing . Il était journaliste patoisant et avait des dons de conteur. Le 13 mars 1898, il est décoré des palmes d'Officier d'Académie par le maire Victor Hasse-Broucq en présence du député Gustave Dron.
Jules Watteeuw mourut presque centenaire à Tourcoing (à l'âge de 97 ans), et ses funérailles furent un grand évènement de la vie tourquennoise de l'immédiat après-guerre.
Jules Watteeuw fut certainement l'une des rares personnes à pouvoir se targuer de son vivant d'habiter une rue à son nom ; en effet, la maison qu'il reçut en cadeau des Tourquennois se situe au 19, rue Jules-Watteeuw (et ce dès 1907).

## Son œuvre
Entre 1880 et 1910, il écrivit et dirigea quantité de journaux (La Brouette), recueils de poésie, pièces de théâtre et chansons (Les Pasquilles du Broutteux), le plus souvent en picard tourquennois. Il fut aussi historien local, mais cette fois en langue française, en rédigeant sa volumineuse Histoire de Tourcoing, riche d'anecdotes connues de lui seul.

## Le personnage duBroutteux
Le terme broutteux est une particularité locale désignant les gens poussant des brouettes. « Broutteux » a pour origine le fait que les habitants de Tourcoing, sous l'Ancien Régime, allaient au grand marché de Lille une fois par semaine ou par mois pour vendre la laine qu'ils avaient peignée artisanalement dans le bourg. Tandis que les notables tourquennois s'y rendaient en calèche, les ouvriers et gens du commun mettaient le tissu dans des brouettes et partaient courageusement à pied vers la capitale des Flandres (qui est tout de même située à quinze kilomètres de Tourcoing). Ce qui amena progressivement les Lillois à désigner les Tourquennois comme les « broutteux ».
Considérant les Tourquennois comme des rustres, un chansonnier lillois, Brûle-Maison (de son vrai nom François Cottignies), trouva que les « broutteux » avaient bon dos pour être les dindons de la farce récurrents dans ses fabliaux. « Être un broutteux » fut bientôt synonyme à Lille d'une idiotie rarement égalée. On dit que Brûle-Maison faillit plusieurs fois être roué de coups par des Tourquennois furieux, notamment lorsque son ironie vira à l'insulte dans sa ballade « Les Tourquennois pleurant la mort de leur seigneur, le Duc d'Havré ». Lorsque le chansonnier lillois mourut, on raconte que des feux de joie se déroulèrent à Tourcoing.
Le personnage du broutteux était donc symbole du ridicule depuis les frasques de Brûle-Maison. À un siècle de distance, Jules Watteeuw allait rendre la réplique au Lillois en faisant du Broutteux le centre de ses œuvres, redorant le blason de la ville de Tourcoing, et réussissant finalement à obtenir l'enthousiasme des Tourquennois dans ce patriotisme de paroisse.
Lui-même fut (et est toujours) surnommé « Le Broutteux ». Très populaire parmi les Tourquennois, ceux-ci, par une souscription municipale, se dévouèrent pour lui offrir, dans les années 1910, une maison richement ornée (à son effigie) dans l'actuel quartier de la Victoire. La fresque extérieure est du peintre Rémy Cogghe.